# Fundación Mascort
La Fundación Mascort es una fundación privada situada en el municipio ampurdanés de Torroella de Montgrí y creada en 2007 por Ramon Mascort Amigó, actual presidente de la entidad. Fruto de su pasión por el arte y el coleccionismo, así como por el mundo de la fotografía. Su primera sede fue la Casa Galibern, antigua casa de la abuela materna.
El objetivo de la fundación es acoger exposiciones y otros eventos en torno a los tres pilares fundamentales que la rigen: el conocimiento y estudio de la historia, la comprensión y disfrute del arte y la defensa y protección de la naturaleza.